# Piero Marini
Piero Marini (* 13. ledna 1942 Valverde) je římskokatolický arcibiskup, emeritní prezident Papežského výboru pro mezinárodní eucharistické kongresy. V letech 1987 až 2007 byl papežským mistrem ceremonářem pro liturgické oslavy. Pro papeže Jana Pavla II. pracoval 18 let a Benedikta XVI. dva roky. V letech 2007 až 2021 byl prezidentem Papežského výboru pro mezinárodní eucharistické kongresy.

## Život
Narodil se ve Valverde v Lombardii. Kněžské svěcení přijal 27. června 1965. Je doktorem liturgie.